# オービュッソン
オービュッソン （Aubusson）は、フランス、ヌーヴェル＝アキテーヌ地域圏、クルーズ県南部にあるコミューン。ボーズ川が流れる。

## 歴史

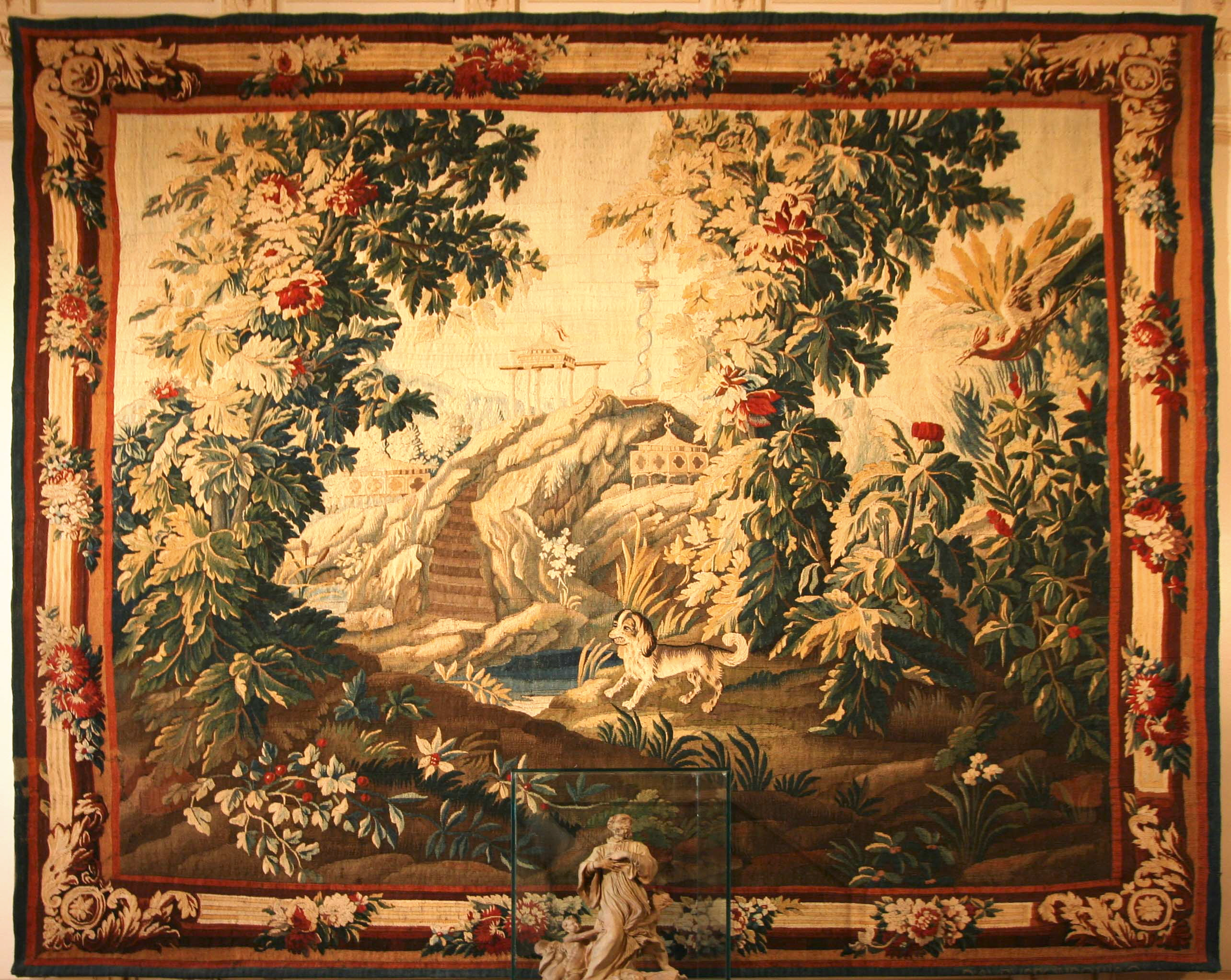
17世紀につくられたオービュッソンのタペストリー

現在のオービュッソンの位置には、少なくともガロ＝ローマ時代から人が定住していた。しかし、コミューン内にあるローマ時代につくられたとされてきた駐屯地が、実は鉄器時代に遡るものだと分かっている。
ラテン語化された定住地の名が現れたのは936年で、アルブシエンシス（Albuciensis）といった。そして1070年にはアルブコニス（Albuconis）となった。この名前の元はアルブキウス（Albucius）という男性名であった。しかし別の説では、険しい勾配を意味するケルト語だとする。
14世紀、この地にフランドルからタペストリーがもたらされた。タペストリー産業は16世紀から17世紀に全盛期を迎えた。コルベールは、オービュッソンのタペストリー工場に王立工場の名を与えた。
中世の間、オービュッソンの男たちは県内の他のコミューンの男たち同様、毎年大都市へ出稼ぎに出た。彼らは建設現場で石工、大工や屋根葺き職人として働いた。クルーズ地方の石工たちは1624年にカテドラルを築き、ラ・ロシェルにダムを築いた。19世紀には、ジョルジュ・オスマンのパリ都市改造の現場に関わった。事実上、毎年3月から11月まで、出稼ぎによる人口移動はつきものであった。クルーズ県では1850年から1950年まで、人口の半数を失っていたのである。

## 経済
15世紀に初めてタペストリーを売る商店ができてから、オービュッソンはタペストリーの町として世界中に知られている。20世紀初頭には、町の人口のうち1500人から2000人がタペストリー産業に従事していた。2つの世界大戦の間の低迷期の後、オービュッソンのタペストリーは1939年にジャン・リュルサの手により伝統的なスタイルを現代化させて生まれ変わった。
今日では、手仕事による精巧なタペストリー作りで知られている。国立リモージュ＝オービュッソン高等美術学校では、『テキスタイル製品デザインにおける芸術技術ディプロマ』を与えている。

## 姉妹都市
- エギスハイム、フランス